# آنژیولیپولیومیوم
آنژیولیپولیومیوم (انگلیسی: Angiolipoleiomyoma) یک تومور زیرجلدی منفرد اکتسابی، به صورت گرهک بدون علامت در اندام، با حاشیه‌ای مشخص است که از ماهیچه‌های صاف، رگ‌های خونی، بافت همبند و چربی تشکیل شده‌است.: 627 